# Ахсујски рејон
Ахсујски рејон (азер. Ağsu rayonu), једна је од 78 административно-територијалних јединица Азербејџана. Налази се у пределу региона Планински Ширван. Административни центар рејона се налази у граду Ахсу. 
Ахсујски рејон обухвата површину од 1.020 km² и има 72.100 становника (подаци из 2011). 
Административно, рејон се даље дели у 59 мању општину.